# حشنه
حشنه، روستایی از توابع بخش سرچهان شهرستان بوانات در استان فارس ایران است.

## جمعیت
این روستا در دهستان توجردی قرار دارد و براساس سرشماری مرکز آمار ایران در سال ۱۳۸۵، جمعیت آن زیر سه خانوار بوده‌است.